# Peintre de l'Air et de l'Espace
Le titre de peintre de l'Air et de l'Espace, plus connu sous le titre de peintre de l'Air, est accordé par le ministre français des Armées aux artistes consacrant leur talent à l'aéronautique et à l'astronautique.
Les artistes pouvant obtenir ce titre peuvent être peintres, illustrateurs, dessinateurs, graveurs, sculpteurs ou encore photographes d'art.
Leurs statuts sont encadrés par le décret no 81-304 du 2 avril 1981 modifié relatif au titre de peintre des Armées, et l'arrêté du 29 avril 1981 modifié relatif aux conditions d'attributions du titre de peintre des armées.

## Droits et avantages particuliers
Le titre n'accorde droit à aucune rétribution mais accorde certaines facilités et avantages :
- l'ajout d'ailes ou étoiles (signe distinctif des peintres de l'air) à la signature de l'artiste ;
- la possibilité d'accéder aux cercles-mess des armées ;
- un accès facilité aux infrastructures de l'Armée de l'air et de l'espace pour y effectuer des études d'ordre artistique. À l'issue de ces missions, les peintres sont tenus de présenter leurs œuvres créées à cette occasion aux autorités militaires.

Le peintre officiel s'engage à inclure dans sa production annuelle des œuvres à caractère aéronautique (militaire ou civile) ou spatial mais ne sont pas tenus de réserver ces œuvres à l'Armée de l'air. L'État bénéficie cependant d'un droit de préemption s'ils souhaitent vendre ces œuvres.

## Durée des agréments et titularisation
Les « peintres agréés » sont nommés pour trois ans par un jury constitué de personnalités du monde artistique et aéronautique, de deux « peintres titulaires », d'un officier de l'Armée de l'air, présidé par un officier général de l'Armée de l'air.
Ce jury soumet au ministre des Armées la liste des candidats retenus pour un premier agrément, un renouvellement d'agrément ou une titularisation.
Pour être titularisé, il faut avoir reçu trois agréments consécutifs.
Le numerus clausus de peintres agréés est limité à vingt, mais il n'y a pas de limite pour le nombre de peintres titulaires.

## Historique
Une première ébauche des peintres de l'air apparaît en 1930, avec la création des « Peintres et Sculpteurs de l'Aéro-Club de France », qui devait être décerné à 25 peintres ou graveurs, et 10 sculpteurs, pour une durée de 4 ans. Ces artistes, par leurs œuvres, « auront contribué à vulgariser l'idée aéronautique et ainsi collaboré par l'art à la propagande de cette dernière ».
Le « corps des peintres, graveurs et sculpteurs du département de l'Air » fut créé par un décret du 1er juillet 1931 signé par le président de la République, Paul Doumer, et le ministre de l'Air, Jacques-Louis Dumesnil. À l'origine, ce titre était décerné pour une période de 5 ans renouvelables. Il n'y avait pas de peintres « titulaires » ou « agréés  ».
Le statut de « peintre ou sculpteur de l'aviation » est changé par un arrêté du 30 janvier 1942. Le jury était prévu pour se réunir chaque année. La limite de 20 peintres est donnée par ce texte. Le musée de l'Air doit organiser une exposition annuelle des peintres, pour laquelle chaque artiste est tenu de présenter une œuvre réalisée au cours de l'année. Un concours organisé concomitamment avec le salon est prévu, avec remise de prix.
Le nom de « peintre de l'air » apparaît avec le décret du 20 août 1955. La distinction entre les peintres agréés (pour trois ans, limités à 20 places) et titulaires (après quatre agréments successifs, ou après l'âge de 60 ans) est mise en place. Le salon des peintres de l'air n'est finalement plus annuel.
Enfin, le décret du 2 avril 1981 définit les modalités de gestion des « Peintres des armées » pour les autres armées : Terre, Marine, Air et Gendarmerie. Pour l'Armée de l'air, les peintres sont désormais « peintres des armées, spécialité peintre de l'air et de l'espace ». L'agrément est limité à trois fois 3 ans consécutifs, mais l'ancien système (titularisation une fois que l'artiste a 60 ans révolus) perdurera au sein de l'Armée de l'air jusqu'au milieu des années 2000.
Un salon officiel se tient habituellement tous les deux ans dans le cadre des manifestations culturelles organisées par l'Armée de l'air. Traditionnellement organisé au musée de l'Air et de l'Espace, il s'est tenu en 2017 et 2019 au château de Vincennes.
En 1987, les peintres de l'Air ont créé leur association afin de répondre à un besoin de développer des liens, mutualiser les expositions et permettre une communication accrue de leurs activités. 

### Dates des différents concours et sélections et nombre de peintres admis
- Peintres et sculpteurs de l'Aéro-Club de France : 
  - 1930 : 11 admis[1]
- Peintres, graveurs et sculpteurs du département de l'air :
  - 1931 : 18 admis[d],[e]
  - 1934 : 1 admis
  - 1935 : 9 admis
  - 1936 : 8 admis
- Peintre ou sculpteur de l'aviation :
  - pas de sélection sous ce titre.
- Peintre de l'air : 
  - 1955 : 5 admis
  - 1968 : 1 admis, 6 titularisés[f].
- Peintre de l'air et de l'espace :
  - 1986 : 11 admis
  - 1989 : 6 admis
  - 1992 : 9 admis
  - 1996 : 7 admis
  - 2000 : 2 admis
  - 2003 : 4 admis
  - 2005 : 4 admis
  - 2008 : 5 admis
  - 2009 : 1 admis
  - 2011 : 4 admis
  - 2013 : 1 admis
  - 2015 : 1 admis
  - 2017 : 2 admis
  - 2019 : 15 admis
  - 2021 : 3 admis

## Liste des peintres de l'Air et de l'Espace

### Peintres actuels
22 peintres de l'Air sont titulaires et 16 agréés en octobre 2024 :
- Éric Bari[2] (agréé en 2005, titulaire en 2014) ;
- Yannick Batogé[3] (agréé en 2005, titulaire en 2014) ;
- Laurence Bellocq, alias Laurence B. Henry [4] (agréée en 2019) ;
- César Cépéda[5] (agréé en 2019) ;
- Damien Charrit[6] (agréé en 2019) ;
- Pierre-André Cousin[7] (agréé en 2009, titulaire en 2018) ;
- Olivier Dauger (agréé en 2019) ;
- Christoff Debusschere (agréé en 1992, titulaire en 2004) ;
- Julien Fassel alias Lapin[8] (agréé en 2019) ;
- Aline Gonzalez (agréée en 2021) ;
- Thierry de Gorostarzu[9] (agréé en 2007, titulaire en 2017) ;
- Christophe Grimonpon[10] (agréé en 2011, titulaire en 2020) ;
- Franck Hérété[11] (agréé en 2019) ;
- Serge Jamois[12] (agréé en 2000, titulaire en 2009) ;
- Pascal Jouffroy (agréé en 1992, titulaire en 2004) ;
- Nacéra Kaïnou (agréée en 2019) ;
- Tiennick Kérével[13] (agréé en 2007, titulaire en 2017) ;
- Yong-man Kwon (agréé en 2005, titulaire en 2014) ;
- Céline Manetta alias Gio[14] (agréée en 2019) ;
- Jean-Claude Marchal[15] (agréé en 2007, titulaire en 2017) ;
- Florent Maussion[16] (agréé en 2011, titulaire en 2020) ;
- Jean-Pierre Michel (agréé en 1996, titulaire en 2009) ;
- Rémy Michelin[17] (agréé en 2019) ;
- Olivier Montagnier[18] (agréé en 2019) ;
- Michel Montigné[19] (agréé en 1998, titulaire en 2009) ;
- Xavier Noury[20] (agréé en 2019) ;
- Alexandre Paringaux (agréé en 2021) ;
- Lucio Perinotto[21] (agréé en 1992, titulaire en 2004) ;
- Jame's Prunier (agréé en 1992, titulaire en 2004) ;
- Régis Rocca (agréé en 2021) ;
- Catherine Roch de Hillerin[22] (agréée en 2013, titulaire en 2022) ;
- Béatrice Roche-Gardies[23] (agréée en 2011, titulaire en 2020) ;
- Jacques Rohaut[24] (agréé en 1996, titulaire en 2007) ;
- Stéphane Ruais (agréé en 2000, titulaire en 2009) ;
- Madeleine Tézenas du Moncel[25] (agréée en 1993, titulaire en 1996) ;
- Arthur Thomas[26] (agréé en 2017) ;
- Gérard Weygand[27] (agréé en 1992, titulaire en 2004) ;
- Didier Wolff[28] (agréé en 2019).

### Anciens peintres
- Gustave Alaux (1887-1965, agréé en 1931[d]) ;
- Jean-Pierre Alaux (1925-2020, agréé en 1992, titulaire en 1996) ;
- François Baldinotti (agréé de 2019 à 2022) ;
- Maurice Bayet (1903?–1985?, agréé en 1936) ;
- Olivier Beernaert (agréé de 1992 à 1998) ;
- Félix Benneteau-Desgrois (1879-1963, agréé en 1930[1]) ;
- Michel Bellion (1946-2016, agréé de 2011 à sa mort) ;
- Georges Beuville (1902-1982, agréé en 1935, titulaire en 1968[f]) ;
- Roger Bezombes (1913-1994, agréé en 1935) ;
- Andrée Bordeaux-Le Pecq (1910-1973, agréée en 1935 puis en 1968[f]) ;
- Guy Le Borgne, alias Guy Lezachmeur (1920-2007, agréé en 1996, titulaire en 2002) ;
- Julien Boutillier  (1895-1980, agréé en 1936) ;
- Albert Brenet (1903-2005, agréé en 1931, titulaire en 1968[f]) ;
- François Bricq (1937-2013, titulaire en 1999) ;
- Gabriel Brun-Buisson (1883-1959, agréé en 1930[1]) ;
- Lucien Cavé (1894-1967, agréé en 1935, titulaire en 1968[f]) ;
- Pierre-Eugène Clairin (1897-1980, agréé en 1936) ;
- Cyrille Clément[29] (agréé de 2019 à 2022) ;
- Jean Clermont (1929-2019, agréé de 2004 à 2016) ;
- Franck Comtet (1964, agréé de 2015 à 2018)
- Pierre Courtois (agréé de 2003 à 2006) ;
- Francis Dartois (1934-2015, agréé en 1989, titulaire en 1996) ;
- Roger Decaux (d) (1919-1995, agréé en 1935) ;
- Yves Delfaut, dit Delfo (1921-1983, agréé en 1955) ;
- Jean Delpech (1916-1988, agréé en 1986) ;
- André Devambez (1867-1944, agréé en 1934) ;
- Henri Farré (1871-1934, agréé en 1931[d]) ;
- Pierre Fleury (1900-1985, agréé en 1931[d]) ;
- Charles Fouqueray (1869-1956, agréé en 1931[d]) ;
- Alain Fradet (1951-2017, agréé en 2008, titulaire en 2017) ;
- Christian Gaillard (1951-2018, agréé de 1989 à 1995) ;
- Geneviève Gallibert (d) (1888-1978, agréée en 1935) ;
- Émile Gallois (d) (1882-1965, agréé en 1935) ;
- Raymond Galoyer (1896-1961, agréé en 1931[d]) ;
- Raoul du Gardier (1871-1952, agréé en 1931[d]) ;
- Pierre Gatier (1878-1944, agréé en 1930[1]) ;
- Jean-Michel Golfier (1946-2015, agréé en 1987, titulaire en 1999) ;
- André Gréard (1920-2018, agréé en 1989, titulaire en 1992) ;
- Georges Hamel, dit Géo Ham (1900-1972, agréé en 1931[d]) ;
- Henri d'Herbigny (agréé de 1996 à 2002) ;
- Max Hervé (1926-2018, agréé en 1992, titulaire en 1996) ;
- Camille Hingray (agréé en 1955) ;
- Louis Icart (1888-1950, agréé en 1930[1]) ;
- Jean-Théobald Jacus (d)[30] (1924-2021, agréé en 1986, titulaire en 1992) ;
- Marcel Jeanjean (1893-1973, agréé en 1930[1] (démissionnaire), puis en 1935, titulaire en 1968[f]) ;
- Lucien Jonas (1880-1947, agréé en 1930[1] et  1931[d]) ;
- Joseph de Joux (1923-2007, agréé en 1996, titulaire en 2002) ;
- Lionel Labeyrie (1949-2019, agréé en 1996, titulaire en 2007) ;
- Paul Landowski (1875-1961, agréé en 1930[1]) ;
- Pierre Lebrun (agréé de 2004 à 2016) ;
- Guy Legay (agréé en 1936) ;
- Nelly Lengellé (1932-2014, agréée en 1986, titulaire en 1992) ;
- Paul Lengellé (1908-1993, agréé en 1935, titulaire en 1968[f]) ;
- Marcel Loyau (1895-1936, agréé en 1930[1]) ;
- Serge Markó (1926-2014, agréé en 1987, titulaire en 1992) ;
- Armand Martial (1884-1960, agréé en 1936) ;
- Dominique Maunoury (1931-2001, agréé en 1989, titulaire en 1992) ;
- Claude Mazier (1926-2011, agréé en 1986, titulaire en 1992) ;
- Philippe Mitschké (1931-2012, agréé en 1986, titulaire en 1992) ;
- Jean-Luc Mossion[31] (agréé de 2019 à 2022) ;
- Jean Navarre (1914-2000, agréé en 1986, titulaire en 1996) ;
- André Nivard (1880-1969, agréé en 1931[d]) ;
- Jean Noël (agréé en 1986, titulaire en 1992) ;
- Jean-Louis Paguenaud (1876-1952, agréé en 1931[d]) ;
- Jean-Marc de Pas (1962, agréé de 2003 à 2010) ;
- Louise Pascalis (1893-1975, agréée en 1931[d], titulaire en 1968[f]) ;
- Maurice Pellerier (1875-1962, agréé en 1931[d]) ;
- Jean-Jacques Petit (1938-2024, agréé en 1995, titulaire en 2004) ;
- Louis Petit (1864-1936, agréé en 1936) ;
- Lara Plowright[32] (agréée de 2017 à 2020) ;
- René Préjelan (1877-1968, agréé en 1935) ;
- Jean Raoulx (agréé en 1955) ;
- Robert Quesnel (1881-1962, agréé en 1931[e]) ;
- Maxime Real del Sarte (1888-1954, agréé en 1930[1]) ;
- Alain Royer (1947, agréé de 2008 à 2011) ;
- André-Henri Salfati (1914-2001, agréé en 1955) ;
- André Schefer (1896-1942, agréé en 1931[d]) ;
- Claude Schürr (1921-2014, agréé en 1986, titulaire en 1996) ;
- Claude Staudenmeyer (1924-2004, agréé en 1955) ;
- Michel Tesmoingt (1928-2011, agréé en 1989, titulaire en 1992) ;
- André Theunissen (1895-1936, agréé en 1931[d]) ;
- Alfred-Michel Tricot (1898-1966, agréé en 1931[d]) ;
- Georges Villa (1883-1965, agréé en 1930[1] et 1931[d]) ;
- Marie Viton d'Estounelle de Constant (agréée en 1936) ;
- Jacques Weismann (1878-1940?, agréé en 1930[1]) ;
- Marie-Yvonne Yo-Laur (1879-1943, agréée en 1931[d]).